# Pyrgophora monstrosa
Pyrgophora monstrosa är en insektsart som beskrevs av Evans 1959. Pyrgophora monstrosa ingår i släktet Pyrgophora och familjen dvärgstritar. Inga underarter finns listade i Catalogue of Life.